# Laguna Lagunillas (Tecoya)
Die Laguna Lagunillas ist ein See am Ostrand der Cordillera Central im Departamento Potosí in Bolivien.

## Lage im Nahraum
Der abflusslose See liegt am Ostrand der kargen Hochebene des bolivianischen Altiplano und wird eingerahmt von Bergkuppen, die bis in eine Höhe von etwa 3800 m aufragen. Der See liegt auf einer Höhe von 3534 m und hat eine Fläche von etwa 136 Hektar, die jedoch je nach Niederschlag und Jahreszeit geringen Schwankungen unterworfen ist. Der See liegt drei Kilometer östlich der Ortschaft Tecoya.

## Geographie

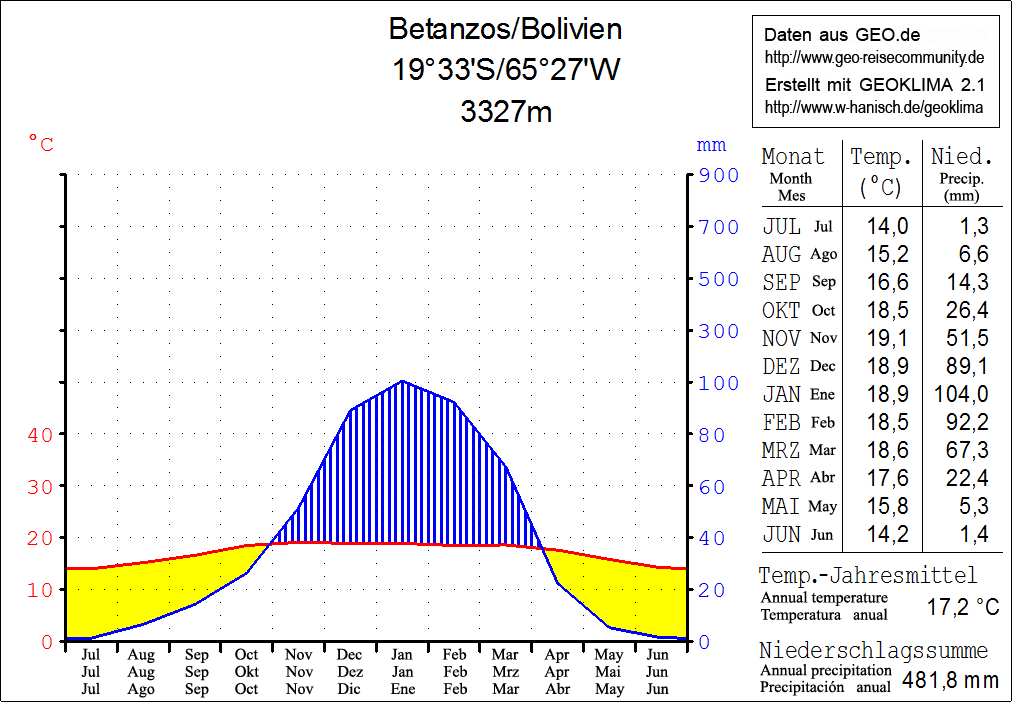
Klimadiagramm Betanzos

Das Klima der Region ist ein typisches Tageszeitenklima, bei dem die Temperaturschwankungen im Tagesverlauf stärker ausfallen als im Jahresverlauf.
Die Jahresdurchschnittstemperatur in den Tallagen der Region beträgt etwa 17 °C, die Monatswerte schwanken nur unwesentlich zwischen 14 °C im Juni/Juli und 19 °C von November bis Januar. Die jährliche Niederschlagsmenge liegt bei knapp 500 mm, die Monate Mai bis September sind arid mit Monatswerten unter 15 mm, nur im Januar wird ein Niederschlag von 100 mm erreicht.

## Besiedlung
Die Ebene um die Laguna Lagunillas herum weist nur eine geringfügige Besiedlung auf, sie ist aber landwirtschaftlich intensiv genutzt. Sie hat eine Länge von etwa fünf Kilometern und eine Breite von anderthalb Kilometern. Durch die Ebene verläuft in Nord-Süd-Richtung eine Landstraße, die von Huantapita am Río Huantapita nach Süden zur Nationalstraße Ruta 5 führt.  Die Stadt Betanzos liegt knapp 10 km südwestlich des Sees.